# Gubacsi út
A Gubacsi út Budapest IX. kerületében (Gubacsidűlő rész) található, a Könyves Kálmán körutat köti össze a Határ úttal.

## Leírása
1900-tól ismert ezen a néven.
Az út Könyves Kálmán körútból kanyarodik le délkeleti irányba, majd megközelítőleg egyenesen halad, és a Határ útba torkollik. A terület iparvidék, az utat számos működő és már megszűnt gyár veszi / vette körül. A gyárak jelentős termeléséből adódóan komoly iparvágány-hálózat alakult az idők során, amelynek napjainkban már szintén csak egy része létezik.
Az út két oldalának számozása egy idő után jelentős eltolódást mutat (a páros oldalon 22-ig, a páratlanon 97-ig megy a számozás).
Végig villamosvágányok vannak rajta, amelyeken korábban a 30-as, 2008-tól 21-es, 2011-től az 51-es villamos jár.

## Nevezetes épületek, épületegyüttesek, létesítmények
| Kép | Név                                                                                | Építés ideje             | Elhelyezkedés | Megjegyzés | Iparvágány |
| --- | ---------------------------------------------------------------------------------- | ------------------------ | ------------- | --- | ---------- |
|     | Ferencvárosi I. számú Gázgyár (Ferencvárosi Légszeszgyár, Budapesti Légszeszgyár)  | 1884                     | 1-3.          | A gázgyár 1884-ben épült fel Kéler Napóleon tervei és kivitelezése szerint. 1892-től Pucher József tervei alapján bővítették. 1921-ben megszűnt, elbontották. Helyére Tesco áruház került. |            |
|     | Tesco áruház                                                                       | 2000 k.                  | 1-3.          | |            |
|     | Ferencvárosi II. számú Gázgyár (Ferencvárosi Légszeszgyár, Budapesti Légszeszgyár) | 1898                     | 2-4.          | Tervezője Pucher István volt. 1923-ban megszűnt, nagyrészt elbontották. Épületei 1927 körül még álltak. Egy régi épülete áll még napjainkban. |            |
|     | Budapesti Sertésközvágóhíd                                                         | 1902                     | 6/A .         | Tervezője Mihályik István székesfővárosi mérnök, kivitelezője Kubinyi Imre székesfővárosi mérnök volt. 1930–1932-ben egy nagyméretű csarnokot (Sertésvásárcsarnok) is emeltek a területen. A 2000-es években épületeket elbontották. Kettő maradt meg műemléki védelem miatt: a Sertésvásárcsarnok és a telep víztornya. |            |
|     | Országos Húsipari Kutatóintézet                                                    |                          | 6/B.          | Területén működött 1974-től a 2010-es évekig a Húsipari Múzeum. |            |
|     | Budapest Székesfőváros Községi Lóhúsüzem                                           | 1905                     | 6.            | 1963-ban megszűnt. Épületeit az Országos Húsipari Kutatóintézetnek adta át, később elbontották. |            |
|     | Hungária Műtrágya-, Kénsav- és Vegyi Ipari Rt. (Budapesti Kénsavgyár)              | 1890                     | 12-14.        | 1962-ben egyesítették a Hungária Vegyiművekkel. 2003-ban megszűnt. A területen a CF Pharma Kft. telephelye működik. |            |
|     | Tüzérségi tábori raktár                                                            | 1903 előtt               | 18.           | Kisebb vállalatok használják épületeit. |            |
|     | Szily Kálmán Technikum és Kollégium                                                |                          | 20.           | |            |
|     | „Laudon Tüzérségi Laktanya”                                                        | 1903 előtt               | 20.           | Kisebb vállalatok használják épületeit. |            |
|     | Hazai Fésüsfonó és Szövőgyár lakótelepe                                            |                          | 20.           | |            |
|     | népies szecessziós stílusú ház                                                     | 1900 k.                  | 35.           | |            |
|     | Helvey Tivadar Vegyészeti Gyára                                                    |                          | 41-43.        | |            |
|     | Honvédmenház / Rokkant Menház                                                      | 1871–1872                | 49-53. (?)    | Tervezte: Lechner Ödön. |            |
|     | Gyapjú és Textilnyersanyag Forgalmi Vállalat                                       |                          | 63. (?)       | |            |
|     | Kén utcai minta-munkáslakástelep („Kis-Dzsumbuj”)                                  | 1897 körül               | 71.           | 2012–2016 között bontották el. |            |
|     | Székesfővárosi Kislakásos Telep                                                    |                          | 73-89.        | |            |
|     | Illatos úti szükséglakás-telep („Dzsumbuj”)                                        | 1937–1938                | 91. (?)       | 2005–2014 között bontották le. |            |
|     | Császári és Királyi Katonai Társszekér Raktár                                      | 1895 előtt               | 93.           | A Fegyver- és Gázkészülékgyár (FÉG) mellett. Ma a Magyar Honvédség Logisztikai Támogató Parancsnokság használja a területet. |            |
|     | Fegyver- és Gázkészülékgyár (FÉG)                                                  | 1891-től több részletben | 95.           | 2004-ben megszűnt, területét több kisebb vállalat használja. Egyik nagyobb üzemcsarnokát Gut Árpád és Gergely Jenő tervezte 1913–1915-ben. |            |
|     | Hazai Fésüsfonó és Szövőgyár                                                       | 1923                     | 97.           | A Fegyver- és Gázkészülékgyár telepén szélén létesült. Megszűnt, területét több kisebb vállalat használja. |            |
|     | villamos végállomás                                                                |                          | [97. mellett] | Jelentősebb vágányhálózattal, hurokvágánnyal, korábban H6-os HÉV (Ráckevei HÉV) összekötő vágánnyal rendelkező villamos végállomás. |            |

## Forrás
- Budapest teljes utcanévlexikona. Szerk. Ráday Mihály. (hely nélkül): Sprinter. 2003.  ISBN 963 9469 06 8
- Dr. Gulyásné Gömöri Anikó – Dr. Balogh András – Vadas Ferenc: Fiókgázgyárak Budapesten, Fővárosi Gázművek Rt., Budapest, 2001,  helytelen ISBN kód: 963007236
- Kollin Ferenc: Budapesti üdvözlet, Helikon Kiadó, Budapest, 1983, ISBN 963-207-595-1

## Egyéb irodalom
- Gönczi Ambrus: 220 év 220 kép –  Pillanatfelvételek Ferencváros múltjából, Budapest Főváros IX. Kerület Ferencváros Önkormányzata, Budapest, 2012, ISBN 978-963-08-5204-3
- Sranger Mária: A magyar ipartörténeti irodalom négy évtizede. Az önálló művek bibliográfiája, egyszerűsített címleírásokkal 1945–1985, Budapest, 2016 (kézirat)
- Budapest sertésközvágóhidja és vására, Budapest, 1902
- Cserkúti Ferenc: A magyar húsipar, Agroinform, Budapest, 1984
- Balatoni Mihály és társai: A magyar élelmiszeripar története, Mezõgazdasági Kiadó, Budapest, 1986
- (szerk.) Dr. Kirsch János – Dr. Szabó Lóránd – Dr. Tóth-Zsiga István: A magyar élelmiszeripar története, Mezőgazdasági Könyvkiadó Vállalat, Budapest, 1986, ISBN 963-232-213-4
- (szerk.) Síki Jenő – Tóth-Zsiga István: A magyar élelmiszeripar története, Mezőgazda Kiadó, Budapest, 1997, ISBN 963-9121-04-5